# La Petite-Pierre
La Petite-Pierre (Duits: Lützelstein) is een gemeente in het Franse departement Bas-Rhin in de regio Grand Est en maakt deel uit van het arrondissement Saverne. De gemeente telde 599 inwoners op 1 januari 2022.

## Geschiedenis
Het graafschap Lützelstein met de Burg Lützelstein ging in 1566 over van Palts-Zweibrücken naar Palts-Veldenz.
La Petite-Pierre maakte deel uit van het kanton La Petite-Pierre tot het op 22 maart 2015 werd opgeheven en de gemeenten werden opgenomen in het op die dag gevormde kanton Ingwiller.

## Geografie
De oppervlakte van La Petite-Pierre bedraagt 19,57 vierkante kilometer; Op 1 januari 2022 was de bevolkingsdichtheid 30,6 inwoners per km².
De onderstaande kaart toont de ligging van La Petite-Pierre met de belangrijkste infrastructuur en aangrenzende gemeenten.

## Demografie
Onderstaande figuur toont het verloop van het inwonertal.